# Neoechinorhynchus constrictus
Neoechinorhynchus constrictus är en hakmaskart som beskrevs av Little och Hopkins 1968. Neoechinorhynchus constrictus ingår i släktet Neoechinorhynchus och familjen Neoechinorhynchidae. Inga underarter finns listade i Catalogue of Life.